# Kobieta publiczna
Kobieta publiczna (fran. La femme publique) – francuski film fabularny z 1984 roku w reżyserii Andrzeja Żuławskiego inspirowany powieścią Fiodora Dostojewskiego – Biesy.

## Fabuła
Młoda niedoświadczona aktorka Ethel, utrzymująca się z pozowania do nagich sesji zdjęciowych, dostaje główną rolę kobiecą w filmie Biesy, reżyserowanym na podstawie powieści Dostojewskiego, przez charyzmatycznego Lucasa, czeskiego imigranta mieszkającego w Paryżu. Ethel traci rozeznanie, co jest fikcją, a co rzeczywistością, wikłając się w trójkąt miłosny z dwoma mężczyznami – Lucasem oraz Milanem, innym czeskim imigrantem, zamachowcem politycznym.

## Obsada
- Valérie Kaprisky – Ethel (Maria Lebiadkin w Biesach)
- Francis Huster – Lucas Kessling (Mikołaj Stawrogin w Biesach)
- Lambert Wilson – Milan Mliska
- Giselle Pascal – Gertruda
- Roger Dumas – fotograf
- Patrick Bauchau – ojciec Ethel

## Nagrody
- Dwie nagrody dla Andrzeja Żuławskiego na festiwalu w Montrealu w 1984 roku
- Film miał ponadto 3 nominacje do nagrody Cezara w 1985 roku, w tym dla Valérie Kaprisky za najlepszą rolę żeńską